# Cantó de Rivière-Pilote
El cantó de Rivière-Pilote és una divisió administrativa francesa situat al departament de Martinica a la regió de Martinica.

## Composició
El cantó comprèn la comuna de Rivière-Pilote.

## Administració
| Període                                  | Identitat            | Partit | Qualitat |
| ---------------------------------------- | -------------------- | ------ | -------- |
| 2004-2014                                | Lucien Thomas Adenet | MIM    |          |
| Les dades anteriors no són pas conegudes |                      |        |          |